# Гай (Удмуртия)
Гай — деревня в Увинском районе Удмуртии на реке Нылга, входит в Кыйлудское сельское поселение. Находится в 26 км к юго-востоку от посёлка Ува и в 44 км к западу от Ижевска.